# ماريانو أوجليسيش
ماريانو أوجليسيش (بالإسبانية: Mariano Uglessich) (6 نوفمبر 1981 ببوينس آيرس في الأرجنتين - ) هو لاعب كرة قدم أرجنتيني في مركز الدفاع. لعب مع أرسنال ساراندي وأوليمبيا أسونسيون وسيرو بورتينيو وفيليز سارسفيلد وكيلمس ونادي ألباسيتي ونادي أوهيجينس ونادي الجامعة الكاثوليكية (الإكوادور) ونادي كيريتارو.

## وصلات خارجية
- ماريانو أوجليسيش على موقع قاعدة بيانات كرة القدم.إي يو (الإنجليزية)
- ماريانو أوجليسيش على موقع Soccerway.com (الإنجليزية)
- ماريانو أوجليسيش على موقع عالم كرة القدم.نت (الإنجليزية)